# ADN ribosómico

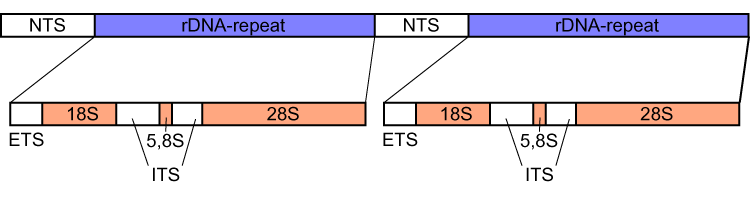
Disposición del ADNr eucariótico 18S, 5.8S y 28S en tándem; el ADNr 5S se codifica separadamente.
NTS: espaciador no transcribible.
rDNArepeat repeticiones.
ETS: espaciador transcribible externo.
ITS: espaciador transcribible interno.

El ADN ribosómico (ADNr) es una secuencia de ADN contenida en los cromosomas del nucléolo que codifica ARN del ribosoma. Estas secuencias regulan la transcripción e iniciación de la amplificación. Contienen segmentos espaciadores transcribibles y no transcribibles. Las unidades de transcripción del ARN ribosómico se agrupan en tándem. Estas regiones de ADNr se denominan también regiones de organización del nucleolo. En el genoma humano existen cinco cromosomas con ADN ribosómico: los cromosomas 13, 14, 15, 21 y cromosoma 22 (humano).
El nivel bajo de polimorfismo en la unidad de transcripción de ADNr permite la caracterización de cada especie usando sólo unos pocos ejemplares y hace que este ADN sea útil para la comparación interespecífica. Además, las repeticiones de las diferentes regiones de codificación del ADNr muestran distintas tasas de evolución. Como resultado de ello, este ADN puede proporcionar información sobre casi cualquier nivel sistemático.
Nota: la sigla ADNr puede significar también ADN recombinante.